# Thể dục dụng cụ tại Đại hội Thể thao Đông Nam Á 1987
Thể dục dụng cụ tại Đại hội Thể thao Đông Nam Á năm 1987 được tổ chức từ ngày 10 đến ngày 12 tháng 9 năm 1987 tại Senayan Convention Center, Jakarta, Indonesia. 
Các vận động viên tranh tài ở cả hai phân môn nam và nữ, với các nội dung tiêu chuẩn của nghệ thuật dụng cụ:
- Nam gồm: toàn năng (all-around), tự do (floor), xà đơn (horizontal bar), xà kép (parallel bars), ngựa tay quay (pommel horse), vòng treo (rings) và nhảy chống (vaults).
- Nữ gồm: toàn năng, tự do (floor), cầu thăng bằng (balance beam), xà lệch (uneven bars) và nhảy chống (vaults).

Đoàn chủ nhà Indonesia vươn lên dẫn đầu với 6 huy chương vàng, xếp thứ hai là đoàn Thái Lan giành được 5 huy chương vàng.

## Tóm tắt kết quả

### Nam
| Nội dung           | Vàng                | Vàng       | Bạc                 | Bạc    | Đồng              | Đồng   |
| ------------------ | ------------------- | ---------- | ------------------- | ------ | ----------------- | ------ |
| Toàn năng cá nhân  | Teeruch Poparnich   | 54.55 pts  | Jonathan Sianturi   | 53.40  | Sunan Teinrujang  | 50.15  |
| Thể dục tự do      | Jonathan Sianturi   | 17.85 pts  | Prawut Sititukuthai | 17.65  | Sergio Jasareno   | 17.50  |
| Xà đơn             | Jonathan Sianturi   | 18.500 pts | Teeruch Poparnich   | 18.499 | Chan Prampan      | 17.600 |
| Xà kép             | Teeruch Poparnich   | 18.450 pts | Sing Hwa Liew       | 17.350 | Jefri Reza Sanger | 16.950 |
| Ngựa tay quay      | Prawut Sititukuthai | 15.95 pts  | Sergio Jasareno     | 15.45  | Rommel Kong       | 15.00  |
| Vòng treo          | Teeruch Poparnich   | 17.90 pts  | Jonathan Sianturi   | 17.75  | Sunan Teinrujang  | 17.10  |
| Nhảy chống         | Alexander Tolentino | 18.175 pts | Prawut Sititukuthai | 17.850 | Sergio Jasareno   | 17.850 |
| Toàn năng đồng đội | Thái Lan            | 253.80 pts | Indonesia           | 243.05 | Philippines       | 229.85 |

### Nữ
| Nội dung           | Vàng              | Vàng       | Bạc               | Bạc    | Đồng              | Đồng   |
| ------------------ | ----------------- | ---------- | ----------------- | ------ | ----------------- | ------ |
| Toàn năng cá nhân  | Bea Lucero        | 37.355 pts | Eva Butarbutar    | 36.60  | Hesty Dewayanti   | 36.20  |
| Cầu thăng bằng     | Bea Lucero        | 18.650 pts | Eva Butarbutar    | 18.100 | Hesty Dewayanti   | 17.750 |
| Thể dục tự do      | Esther Christanti | 19.050 pts | Bea Lucero        | 18.950 | Eva Butarbutar    | 18.300 |
| Xà lệch            | Hesty Dewayanti   | 18.850 pts | Woro Werdaningsih | 18.200 | Jidapa Srimuang   | 15.900 |
| Nhảy chống         | Eva Butarbutar    | 19.025 pts | Bea Lucero        | 18.800 | Esther Christanti | 18.550 |
| Toàn năng đồng đội | Indonesia         | 178.10 pts | Philippines       | 169.80 | Thái Lan          | 152.50 |

## Bảng huy chương
| Hạng               | Đoàn               | Vàng | Bạc | Đồng | Tổng số |
| ------------------ | ------------------ | ---- | --- | ---- | ------- |
| 1                  | Indonesia (INA)    | 6    | 6   | 5    | 17      |
| 2                  | Thái Lan (THA)     | 5    | 3   | 5    | 13      |
| 3                  | Philippines (PHI)  | 3    | 4   | 4    | 11      |
| 4                  | Singapore (SIN)    | 0    | 1   | 0    | 1       |
| Tổng số (4 đơn vị) | Tổng số (4 đơn vị) | 14   | 14  | 14   | 42      |